# معركة مارون الراس 2024
معركة مارون الراس 2024 في 2024 هي جزء من التصعيد العسكري بين إسرائيل وحزب الله في جنوب لبنان في بداية شهر أكتوبر من عام 2024 ، وبعد سلسلة من الهجمات المتبادلة، تم اشتباك كبير بين الجيش الإسرائيلي وحزب الله في هذه المنطقة الحدودية. كانت المنطقة، بما في ذلك بلدة مارون الراس، مركزا للمعارك نتيجة لموقعها الاستراتيجي بالقرب من الحدود

## خلفية
في الأول من أكتوبر 2024، بدأت إسرائيل غزو لبنان كجزء من حرب إسرائيل وحزب الله عام 2024 وصراع إسرائيل وحزب الله ، نتيجة لانتشار حرب إسرائيل وحماس. بدأ ذلك بعد أن واجه حزب الله سلسلة من الانتكاسات في سبتمبر 2024 أدت إلى تدهور قدراته والقضاء على معظم قياداته بدءًا من انفجارات أجهزة النداء تلتها حملة قصف جوي إسرائيلي استهدفت حزب الله في جميع أنحاء لبنان مما أسفر عن مقتل أكثر من 800 وإصابة ما لا يقل عن 5000 في أسبوع، وبلغت ذروتها في اغتيال زعيم حزب الله حسن نصر الله في 27 سبتمبر

## المعركة
معركة مارون الراس 2024 كانت واحدة من المواجهات الهامة في تصاعد النزاع بين إسرائيل وحزب الله في جنوب لبنان في أكتوبر 2024 ، اندلعت مواجهات عنيفة عندما أطلقت إسرائيل عملية عسكرية ضد حزب الله في المنطقة الحدودية، وهي منطقة استراتيجية في لبنان، بما في ذلك بلدة مارون الراس. الهجوم كان جزءًا من تحركات عسكرية تهدف إلى تدمير البنية التحتية لحزب الله في جنوب لبنان، بينما رد حزب الله باستخدام الأسلحة الثقيلة والصواريخ، مستهدفا المواقع العسكرية الإسرائيلية